# Burhinus
Burhinus Illiger, 1811 è un genere di uccelli della famiglia Burhinidae.

## Tassonomia
Comprende otto specie:
- Burhinus oedicnemus (Linnaeus, 1758) - occhione comune
- Burhinus indicus (Salvadori, 1865) - occhione indiano
- Burhinus senegalensis (Swainson, 1837) - occhione del Senegal
- Burhinus vermiculatus (Cabanis, 1868) - occhione vermicolato o occhione acquaiolo
- Burhinus capensis (Lichtenstein, 1823) - occhione del Capo
- Burhinus bistriatus (Wagler, 1829) - occhione bistriato
- Burhinus superciliaris (Tschudi, 1843) - occhione del Perù
- Burhinus grallarius (Latham, 1802) - occhione Willaroo